# Cratere Nakai
Nakai  è un cratere sulla superficie di Venere.